# Irish League 1922/1923
Dvacátý devátý ročník Irish League (1. irské fotbalové ligy) se konal za účasti s šesti klubů. Titul získal počtrnácté ve své klubové historii a obhájce minulého ročníku Linfield FC. 